# Коростин, Анатолий Алексеевич
Анатолий Алексеевич Коростин (21 июля 1957 — 21 июня 2015) — советский и российский хоккеист, защитник.

## Биография
Воспитанник прокопьевского хоккея. В первенстве СССР дебютировал в челябинском «Металлурге» в сезоне второй лиги 1976/77. Следующий сезон отыграл в команде в первой лиге. 2 октября 1978 года провёл единственный матч в высшей лиге — в домашнем матче челябинского «Трактора» против ЦСКА (3:7). В дальнейшем играл за «Металлург» (1978/79, 1982/83), «Строитель» Караганда (1978/79 — 1979/80), СКА Свердловск (1979/80 — 1980/81), «Шахтёр» Прокопьевск (1981/82, 1983/84 — 1987/88), «Сибруду» (Таштагол, 1993/94 — 1994/95), «Шахтёр-2» Прокопьевск (2001/02).
Работал тренером в ДЮСШ № 1 Прокопьевска. Почётный работник общего образования Российской Федерации. Среди воспитанников — сын Сергей, чемпион мира среди юниоров 2007 года.
Скончался 21 июня 2015 года.